# Prescottia stricta
Prescottia stricta är en orkidéart som beskrevs av Rudolf Schlechter. Prescottia stricta ingår i släktet Prescottia och familjen orkidéer. Inga underarter finns listade i Catalogue of Life.